# Richard Porta
Richard Aníbal Porta Candelaresi (Sídney, Australia, 1 de agosto de 1983) es un exfutbolista australiano-uruguayo. Jugaba de delantero y su último equipo fue Cerro de la Primera División de Uruguay. Actualmente trabaja como director técnico en el club Huracan Buceo

## Trayectoria
Se inició en el River Plate de Uruguay, donde en el Torneo Apertura 2007 se coronó como el máximo goleador con 19 anotaciones. Además, ese hito le llevó a ser el máximo goleador de toda la temporada, a pesar de no jugar el Torneo Clausura porque fue transferido al Siena de la Serie A de Italia.
Su paso por el fútbol europeo no fue del todo exitoso. En el club italiano no tuvo muchas oportunidades, pero se dio el gusto de jugar en la Serie A de Italia, al ingresar en un partido contra Reggina.
El 2008 pasó al Os Belenenses donde jugó 11 partidos y anotó un gol en la Primeira Liga 2008-09, también disputó 4 partidos de la Copa de la Liga 2008-09.
En 2009 retornó a River Plate de Uruguay, y en el 2010 pasó a Nacional donde se coronó Campeón Uruguayo.
En octubre de 2011 es transferido a modo de préstamo al Al Wasl FC de los Emiratos Árabes Unidos, donde es dirigido por Diego Armando Maradona, aprovechando su condición de asiático (Australia en fútbol está en Asia) no ocupa plaza de extranjero.
En enero del 2012, tras no ser tenido en cuenta en el Al Wasl FC es rescindido su contrato a préstamo, y vuelve a Nacional. Marcó dos hat-tricks jugando por Nacional, de manera curiosa han sido en partidos consecutivos, contra Bella Vista y contra Cerrito respectivamente, siendo el tercer jugador en la historia de Nacional en lograr tal cosa, hito que no ocurría desde hace 88 años, siendo Pedro Petrone el anterior jugador en lograrlo.[cita requerida] Esa temporada, Porta logró convertirse en goleador del Campeonato Uruguayo por segunda vez en su carrera. Como mérito agregado, Porta disputó solamente 15 de los 30 partidos del campeonato (debido a su paso por Emiratos) convirtiendo 17 goles. Es el segundo futbolista de la historia que logra ser el goleador uruguayo con dos camisetas distintas (River Plate 2007-08 y Nacional 2011-12), después de Alexander Medina (Liverpool 2003 y Nacional 2004).
Tras un nuevo pasaje por el fútbol de medio oriente, más precisamente en el Dubai C.S.C., retorna a Nacional en julio de 2013.
En 2015 es fichado por Rentistas, donde disputó el Torneo Clausura 2015. Una vez finalizado el torneo, el 10 de julio de 2015 es presentado como nuevo jugador del Club Atlético Cerro .
El 30 de junio de 2016 se despide de Cerro mediante una carta y anuncia su regreso a River Plate, club donde se formó y con el que fue goleador con 19 goles en 15 partidos en 2007.
En 2017 vuelve al Club Atlético Cerro.
En total, en la Primera División de Uruguay logró convertir 89 goles.
En enero de 2018 anunció que se retiraba de la actividad profesional.

### Selección nacional
Porta nació en Australia de padres uruguayos. En 2003, jugó en la Selección de Uruguay Sub-20, donde le anotó un gol a Bolivia en el Campeonato Sudamericano Sub-20 de 2003.
Ha sido dos veces convocado a la Selección de Uruguay de mayores; en marzo del 2006 para un amistoso contra Arabia Saudita que posteriormente fue suspendido, y en septiembre del 2007 un amistoso ante Sudáfrica estando ese partido en la banca de suplentes.
Debido a que no ha estado en cancha en un partido con la selección mayor de Uruguay, podría ser convocado por la Selección de Australia que lo ha pretendido el 2011. Porta tiene las dos nacionalidades, ya que nació en Australia (de donde se fue a temprana edad), y a pesar de que no habla inglés tiene abuelos maternos y primos que viven en Sídney.

## Clubes
| Club                    | País                   | Año         |
| ----------------------- | ---------------------- | ----------- |
| River Plate             | Uruguay                | 2001 - 2007 |
| Siena                   | Italia                 | 2007 - 2008 |
| Os Belenenses           | Portugal               | 2008 - 2009 |
| River Plate             | Uruguay                | 2009 - 2010 |
| Nacional                | Uruguay                | 2010 - 2011 |
| Al Wasl FC              | Emiratos Árabes Unidos | 2011        |
| Nacional                | Uruguay                | 2012        |
| Dubai CSC (cedido)      | Emiratos Árabes Unidos | 2012 - 2013 |
| César Vallejo           | Perú                   | 2013        |
| Nacional                | Uruguay                | 2013 - 2014 |
| Independiente del Valle | Ecuador                | 2014 - 2015 |
| Rentistas               | Uruguay                | 2015        |
| Cerro                   | Uruguay                | 2015 - 2016 |
| River Plate             | Uruguay                | 2016        |
| Cerro                   | Uruguay                | 2017        |

## Palmarés

### Campeonatos nacionales
| Título                      | Club        | País    | Año     |
| --------------------------- | ----------- | ------- | ------- |
| Segunda División de Uruguay | River Plate | Uruguay | 2004    |
| Campeonato Uruguayo         | Nacional    | Uruguay | 2010-11 |
| Campeonato Uruguayo         | Nacional    | Uruguay | 2011-12 |

### Distinciones individuales
| Distinción                                         | Año     |
| -------------------------------------------------- | ------- |
| Máximo goleador del Campeonato Uruguayo (19 goles) | 2007-08 |
| Máximo goleador del Campeonato Uruguayo (17 goles) | 2011-12 |
| Mejor delantero del Campeonato Uruguayo            | 2011-12 |

## En televisión
En septiembre de 2020, participa del programa televisivo MasterChef Celebrity Uruguay en Canal 10.
Desde enero de 2021, participa como panelista del programa uruguayo  Punto penal en Canal 10 (Uruguay)